# Miroslav Grebeníček
Miroslav Grebeníček (ur. 21 marca 1947 w miejscowości Staré Město) – czeski polityk i pedagog, działacz komunistyczny, długoletni członek Izby Poselskiej, od 1993 do 2005 przewodniczący Komunistycznej Partii Czech i Moraw.

## Życiorys
Ukończył studia na wydziale pedagogicznym i wydziale filozoficznym Universita Jana Evangelisty Purkyně w Brnie. Pracował w muzeum regionalnym w Mikulovie oraz jako nauczyciel. Od 1975 do 1994 był zatrudniony na macierzystej uczelni. Od 1975 do czasu rozwiązania w 1990 należał do Komunistycznej Partii Czechosłowacji, następnie kontynuował działalność partyjną w ramach nowo powstałej Komunistycznej Partii Czech i Moraw.
W 1990 został deputowanym do Federalnego Zgromadzenia Czeskiej i Słowackiej Republiki Federacyjnej, w którym zasiadał do 1992. Przewodniczył frakcji parlamentarnej komunistów, a także radzie federacji tworzonej przez KSČM i słowacką postkomunistyczną SDĽ. W 1992 objął funkcję wiceprzewodniczącego swojego ugrupowania, a w 1993 został przewodniczącym Komunistycznej Partii Czech i Moraw. Partią tą kierował do 2005, kiedy to zastąpił go Vojtěch Filip.
W 1996 po raz pierwszy wybrany na deputowanego do Izby Poselskiej. Z powodzeniem ubiegał się o reelekcję w wyborach w 1998, 2002, 2006, 2010, 2013 i 2017.